# پشیچو
پشیچو (به لاتین: Pshicho) یک منطقهٔ مسکونی در روسیه است که در آدیغیه واقع شده‌است.